# Partecipanti alla Freccia Vallone 2024
Elenco dei partecipanti alla Freccia Vallone 2024.
La Freccia Vallone 2024 è stata l'ottantottesima edizione della corsa. Alla competizione presero parte 25 squadre: le diciotto iscritte all'UCI World Tour 2024 e sette dell'UCI ProTeam.
Ciascuna delle squadre è composta da sette ciclisti, per un totale di 175 ciclisti accreditati alla partenza.

## Corridori per squadra
| UAE Team Emirates   | UAE Team Emirates   | UAE Team Emirates   | Lidl-Trek                       | Lidl-Trek                       | Lidl-Trek                       | Soudal Quick-Step       | Soudal Quick-Step          | Soudal Quick-Step       |
| ------------------- | ------------------- | ------------------- | ------------------------------- | ------------------------------- | ------------------------------- | ----------------------- | -------------------------- | ----------------------- |
| N°                  | Ciclista            | Clas.               | N°                              | Ciclista                        | Clas.                           | N°                      | Ciclista                   | Clas.                   |
| 1                   | Marc Hirschi        | R                   | 11                              | Mattias Skjelmose               | R                               | 21                      | Mauri Vansevenant          | R                       |
| 2                   | Juan Ayuso          | R                   | 12                              | Andrea Bagioli                  | R                               | 22                      | Antoine Huby               | R                       |
| 3                   | Finn Fisher-Black   | R                   | 13                              | Julien Bernard                  | R                               | 23                      | James Knox                 | R                       |
| 4                   | João Almeida        | R                   | 14                              | Patrick Konrad                  | R                               | 24                      | Pepijn Reinderink          | R                       |
| 5                   | Brandon McNulty     | R                   | 15                              | Bauke Mollema                   | 35º                             | 25                      | Pieter Serry               | R                       |
| 6                   | Domen Novak         | R                   | 16                              | Sam Oomen                       | R                               | 26                      | Ilan Van Wilder            | 16º                     |
| 7                   | Diego Ulissi        | R                   | 17                              | Toms Skujiņš                    | 12º                             | 27                      | Louis Vervaeke             | R                       |
| Israel-Premier Tech | Israel-Premier Tech | Israel-Premier Tech | Cofidis                         | Cofidis                         | Cofidis                         | Team Visma-Lease a Bike | Team Visma-Lease a Bike    | Team Visma-Lease a Bike |
| N°                  | Ciclista            | Clas.               | N°                              | Ciclista                        | Clas.                           | N°                      | Ciclista                   | Clas.                   |
| 31                  | Dylan Teuns         | R                   | 41                              | Ion Izagirre                    | R                               | 51                      | Tiesj Benoot               | 9º                      |
| 32                  | George Bennett      | R                   | 42                              | Rubén Fernández                 | R                               | 52                      | Johannes Staune-Mittet     | 27º                     |
| 33                  | Simon Clarke        | R                   | 43                              | Ben Hermans                     | NP                              | 53                      | Milan Vader                | R                       |
| 34                  | Jakob Fuglsang      | R                   | 44                              | Jesús Herrada                   | R                               | 54                      | Loe van Belle              | R                       |
| 35                  | Nick Schultz        | R                   | 45                              | Gorka Izagirre                  | R                               | 55                      | Tosh Van Der Sande         | R                       |
| 36                  | Jake Stewart        | R                   | 46                              | Guillaume Martin                | 10º                             | 56                      | Tim van Dijke              | 20º                     |
| 37                  | Stephen Williams    | 1º                  | 47                              | Anthony Perez                   | R                               | 57                      | Julien Vermote             | R                       |
| Lotto Dstny         | Lotto Dstny         | Lotto Dstny         | Team DSM-Firmenich PostNL       | Team DSM-Firmenich PostNL       | Team DSM-Firmenich PostNL       | Arkéa-B&B Hotels        | Arkéa-B&B Hotels           | Arkéa-B&B Hotels        |
| N°                  | Ciclista            | Clas.               | N°                              | Ciclista                        | Clas.                           | N°                      | Ciclista                   | Clas.                   |
| 61                  | Maxim Van Gils      | 3º                  | 71                              | Kevin Vermaerke                 | R                               | 81                      | Kévin Vauquelin            | 2º                      |
| 62                  | Jenno Berckmoes     | 41º                 | 72                              | Matthew Dinham                  | R                               | 82                      | Louis Barré                | R                       |
| 63                  | Logan Currie        | R                   | 73                              | Patrick Eddy                    | R                               | 83                      | Clément Champoussin        | 11º                     |
| 64                  | Jarrad Drizners     | R                   | 74                              | Enzo Leijnse                    | 21º                             | 84                      | Ewen Costiou               | R                       |
| 65                  | Andreas Kron        | R                   | 75                              | Tim Naberman                    | R                               | 85                      | Anthony Delaplace          | R                       |
| 66                  | Sylvain Moniquet    | R                   | 76                              | Martijn Tusveld                 | R                               | 86                      | Simon Guglielmi            | R                       |
| 67                  | Jonas Gregaard      | R                   | 77                              | Frank van den Broek             | R                               | 87                      | Laurens Huys               | R                       |
| Movistar Team       | Movistar Team       | Movistar Team       | Bahrain Victorious              | Bahrain Victorious              | Bahrain Victorious              | Uno-X Mobility          | Uno-X Mobility             | Uno-X Mobility          |
| N°                  | Ciclista            | Clas.               | N°                              | Ciclista                        | Clas.                           | N°                      | Ciclista                   | Clas.                   |
| 91                  | Oier Lazkano        | R                   | 101                             | Pello Bilbao                    | R                               | 111                     | Tobias Halland Johannessen | 6º                      |
| 92                  | Alex Aranburu       | R                   | 102                             | Yukiya Arashiro                 | R                               | 112                     | Martin Urianstad           | 43º                     |
| 93                  | Jorge Arcas         | R                   | 103                             | Santiago Buitrago               | 5º                              | 113                     | Odd Christian Eiking       | 17º                     |
| 94                  | Carlos Canal        | 38º                 | 104                             | Nicolò Buratti                  | R                               | 114                     | Markus Hoelgaard           | 30º                     |
| 95                  | Davide Formolo      | 24º                 | 105                             | Fran Miholjević                 | R                               | 115                     | Ådne Holter                | 31º                     |
| 96                  | Iván García Cortina | R                   | 106                             | Łukasz Wiśniowski               | R                               | 116                     | Anders Skaarseth           | 23º                     |
| 97                  | Iván Romeo          | R                   | 107                             | Edoardo Zambanini               | R                               | 117                     | Andreas Leknessund         | 36º                     |
| Ineos Grenadiers    | Ineos Grenadiers    | Ineos Grenadiers    | Alpecin-Deceuninck              | Alpecin-Deceuninck              | Alpecin-Deceuninck              | EF Education-EasyPost   | EF Education-EasyPost      | EF Education-EasyPost   |
| N°                  | Ciclista            | Clas.               | N°                              | Ciclista                        | Clas.                           | N°                      | Ciclista                   | Clas.                   |
| 121                 | Thomas Pidcock      | R                   | 131                             | Axel Laurance                   | 18º                             | 141                     | Richard Carapaz            | 13º                     |
| 122                 | Laurens De Plus     | R                   | 132                             | Quinten Hermans                 | 19º                             | 142                     | Owain Doull                | R                       |
| 123                 | Omar Fraile         | R                   | 133                             | Juri Hollmann                   | R                               | 143                     | Ben Healy                  | 34º                     |
| 124                 | Ethan Hayter        | R                   | 134                             | Søren Kragh Andersen            | 37º                             | 144                     | Mikkel Frølich Honoré      | R                       |
| 125                 | Michał Kwiatkowski  | R                   | 135                             | Xandro Meurisse                 | R                               | 145                     | Archie Ryan                | R                       |
| 126                 | Brandon Rivera      | R                   | 136                             | Luca Vergallito                 | 44º                             | 146                     | James Shaw                 | R                       |
| 127                 | Cameron Wurf        | R                   | 137                             | Stan Van Tricht                 | R                               | 147                     | Harry Sweeny               | R                       |
| Team Jayco AlUla    | Team Jayco AlUla    | Team Jayco AlUla    | Groupama-FDJ                    | Groupama-FDJ                    | Groupama-FDJ                    | Intermarché-Wanty       | Intermarché-Wanty          | Intermarché-Wanty       |
| N°                  | Ciclista            | Clas.               | N°                              | Ciclista                        | Clas.                           | N°                      | Ciclista                   | Clas.                   |
| 151                 | Michael Matthews    | R                   | 161                             | David Gaudu                     | R                               | 171                     | Francesco Busatto          | R                       |
| 152                 | Lawson Craddock     | R                   | 162                             | Lorenzo Germani                 | 40º                             | 172                     | Baptiste Planckaert        | R                       |
| 153                 | Davide De Pretto    | R                   | 163                             | Romain Grégoire                 | 7º                              | 173                     | Lilian Calmejane           | R                       |
| 154                 | Luke Durbridge      | R                   | 164                             | Valentin Madouas                | 15º                             | 174                     | Kevin Colleoni             | R                       |
| 155                 | Anders Foldager     | R                   | 165                             | Quentin Pacher                  | R                               | 175                     | Tom Paquot                 | R                       |
| 156                 | Jan Maas            | R                   | 166                             | Rémy Rochas                     | R                               | 176                     | Lorenzo Rota               | R                       |
| 157                 | Mauro Schmid        | R                   | 167                             | Clément Russo                   | R                               | 177                     | Rein Taaramäe              | R                       |
| TotalEnergies       | TotalEnergies       | TotalEnergies       | Decathlon AG2R La Mondiale Team | Decathlon AG2R La Mondiale Team | Decathlon AG2R La Mondiale Team | Astana Qazaqstan Team   | Astana Qazaqstan Team      | Astana Qazaqstan Team   |
| N°                  | Ciclista            | Clas.               | N°                              | Ciclista                        | Clas.                           | N°                      | Ciclista                   | Clas.                   |
| 181                 | Mathieu Burgaudeau  | R                   | 191                             | Benoît Cosnefroy                | 4º                              | 201                     | Simone Velasco             | R                       |
| 182                 | Fabien Doubey       | 25º                 | 192                             | Bruno Armirail                  | 22º                             | 202                     | Samuele Battistella        | R                       |
| 183                 | Fabien Grellier     | R                   | 193                             | Dorian Godon                    | 8º                              | 203                     | Anthon Charmig             | 42º                     |
| 184                 | Alan Jousseaume     | R                   | 194                             | Jordan Labrosse                 | R                               | 204                     | Igor' Čžan                 | R                       |
| 185                 | Jordan Jegat        | 14º                 | 195                             | Paul Lapeira                    | R                               | 205                     | Evgenij Fëdorov            | R                       |
| 186                 | Alexis Vuillermoz   | R                   | 196                             | Nicolas Prodhomme               | 32º                             | 206                     | Christian Scaroni          | R                       |
| 187                 | Mattéo Vercher      | R                   | 197                             | Valentin Retailleau             | R                               | 207                     | Santiago Umba              | R                       |
| Bora-Hansgrohe      | Bora-Hansgrohe      | Bora-Hansgrohe      | Q36.5 Pro Cycling Team          | Q36.5 Pro Cycling Team          | Q36.5 Pro Cycling Team          | Bingoal WB              | Bingoal WB                 | Bingoal WB              |
| N°                  | Ciclista            | Clas.               | N°                              | Ciclista                        | Clas.                           | N°                      | Ciclista                   | Clas.                   |
| 211                 | Aleksandr Vlasov    | R                   | 221                             | Gianluca Brambilla              | R                               | 231                     | Floris De Tier             | R                       |
| 212                 | Roger Adrià         | 26º                 | 222                             | Walter Calzoni                  | R                               | 232                     | Louka Matthys              | R                       |
| 213                 | Giovanni Aleotti    | R                   | 223                             | Mark Donovan                    | R                               | 233                     | Johan Meens                | 39º                     |
| 214                 | Alexander Hajek     | R                   | 224                             | Alessandro Fancellu             | R                               | 234                     | Luca Van Boven             | 28º                     |
| 215                 | Bob Jungels         | R                   | 225                             | Damien Howson                   | 29º                             | 235                     | Aaron Van der Beken        | R                       |
| 216                 | Matteo Sobrero      | R                   | 226                             | Joey Rosskopf                   | R                               | 236                     | Giacomo Villa              | R                       |
| 217                 | Frederik Wandahl    | R                   | 227                             | James Whelan                    | R                               | 237                     | Loïc Vliegen               | R                       |
| Euskaltel-Euskadi   |                     |                     |                                 |                                 |                                 |                         |                            |                         |
| N°                  | Ciclista            | Clas.               |                                 |                                 |                                 |                         |                            |                         |
| 241                 | Gotzon Martín       | R                   |                                 |                                 |                                 |                         |                            |                         |
| 242                 | Xabier Berasategi   | R                   |                                 |                                 |                                 |                         |                            |                         |
| 243                 | Xabier Isasa        | R                   |                                 |                                 |                                 |                         |                            |                         |
| 244                 | Víctor de la Parte  | R                   |                                 |                                 |                                 |                         |                            |                         |
| 245                 | James Fouché        | 33º                 |                                 |                                 |                                 |                         |                            |                         |
| 246                 | Txomin Juaristi     | R                   |                                 |                                 |                                 |                         |                            |                         |
| 247                 | Iker Mintegi        | R                   |                                 |                                 |                                 |                         |                            |                         |